# Museo de Arte de Toledo
El Museo de Arte de Toledo (en inglés: Toledo Museum of Art) está situado en la ciudad de Toledo (Ohio) (Estados Unidos). El museo fue fundado por Edward Drummond Libbey en 1901 y se trasladó a su actual ubicación, un edificio revival griego diseñado por  Edward B. Green y Harry W. Wachter, en 1912. El edificio principal fue ampliado dos veces, en los años 1920 y 1930. Frank Gehry ampliará una de sus alas en 1993.
La ampliación más importante realizada en este museo se trata del pabellón de Vidrio o Glass Pavilion, construido en 2001-2006 según proyecto de SANAA (Sejima + Nishizawa y Asociados) e inaugurado el 27 de agosto de 2006.
Es conocido a nivel mundial por su colección permanente.

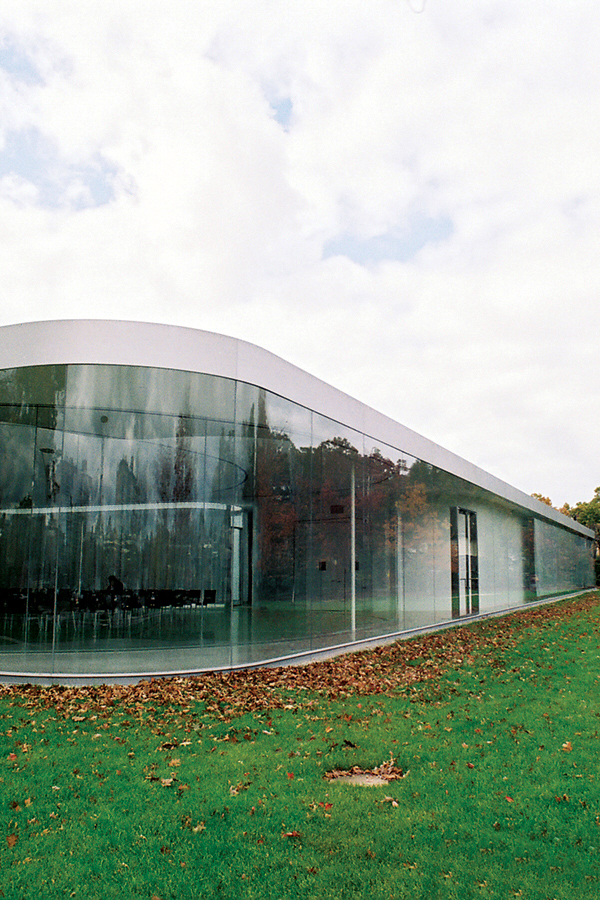
Toledo Glass Pavilion.

## Descripción de la ampliación
Situado en un parque de 20 000 m² delimitado por Monroe Street, West Woodruff Avenue, Scottwood Avenue y Parkwood Avenue respectivamente, frente al edificio principal del Museo, al sur de un área residencial de carácter victoriano y respetando en todo momento una densa plantación de robles centenarios, se sitúa el pabellón de Vidrio del Museo de Arte  de Toledo.
Bajo la apariencia de un sencillo volumen se esconden 7000 m² de superficie distribuidos en dos pisos que albergan en la planta baja (concebida como un espacio diáfano) el área de exposiciones y en el nivel inferior ligeramente soterrado y ocupando prácticamente la mitad de su superficie, el taller didáctico de fundición de vidrio y soplado abierto al público. Basada en una retícula de formas rectangulares, la planta ha evolucionado hasta la configuración actual en la que las salas de exposición se alojan en recintos autónomos de vidrio de forma redondeada rodeados por una segunda piel del mismo material. En los paneles se ha reemplazado el vidrio templado (ligeramente verdoso) por un cristal incoloro que permite filtrar al interior las vistas del paisaje incorporándolas al recorrido por el museo.

## Contexto cultural

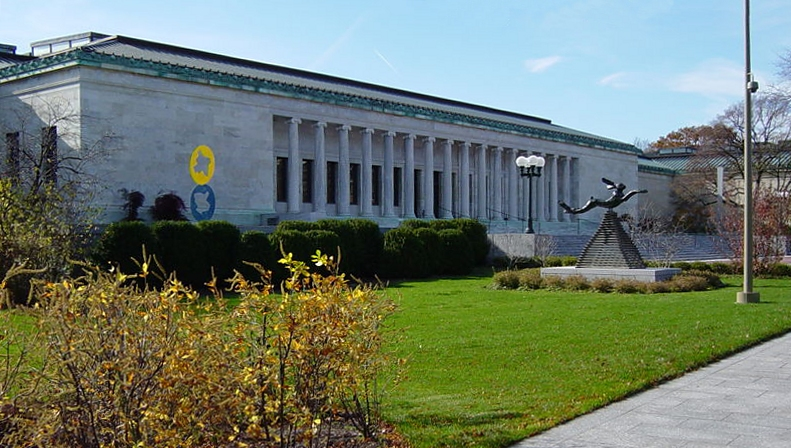
Museo de Arte de Toledo, Toledo, Ohio.

La ciudad de Toledo alcanzó un alto nivel de prosperidad durante el siglo XIX con la elaboración y producción del vidrio, que se convirtió en el pilar fundamental de su economía. 
En 1854 nace en Estados Unidos Edward Drummond Libbey, considerado el padre de la industria del vidrio en Ohio. Este mismo fundará el Museo de Arte en el año 1901. Posteriormente será Frank Gehry quien ampliará una de sus alas en 1993 y SANAA quien culmine esta obra con su magnífico Glass Pavilion en 2006. Aunque actualmente la industria de vidrio prácticamente ha desaparecido, el Museo de Arte de Toledo (convertido en una institución centenaria) decidió ampliar sus instalaciones con la construcción de este edificio exento destinado a albergar su extensa colección de arte vítreo y mostrar su proceso de fabricación. Como aparece en un artículo publicado en el New York Times, «Una Vitrina de Cristal refleja el Legado de una ciudad de Vidrio».
La colección del Museo de Arte se compone de 30.000 de las mejores obras de arte de Estados Unidos, distribuidas en 35 galerías, un jardín estructural y el nuevo pabellón de Vidrio. Allí podemos encontrar pinturas y esculturas de Bearden, Cézanne, Calder, Cole, Degas, Van Gogh, El Greco, Holbein, Kiefer, Matisse, Joan Miró, Monet, Picasso, Rembrandt, Rubens, Francisco de Goya y Turner; obras maestras de la antigüedad (también asiáticas) y artes decorativas.
El tema principal en este paradigma de edificación es la utilización del vidrio en la creación arquitectónica, esa propiedad presente en este tipo de materiales capaz de hacer desaparecer los límites entre interior y exterior, esa capacidad de “desmaterializar” de alguna forma el edificio, haciéndolo difuso, permitiéndonos atravesar con la mirada esa membrana protectora, dejando exento de intimidad, ¿desnudo quizás…? a ese mundo interior que compone el edificio. Sejima y Nishizawa llegan mucho más lejos, ya que proponen un juego de reflejos, una compleja piel compuesta por diversidad de capas transparentes capaces de difuminar el espacio y crear un nuevo concepto de límites arquitectónicos, capaz de crear una sensación distinta a la que estamos acostumbrados a ver producida únicamente por la claridad del vidrio y acercándonos a un mundo en el que lo transparente no tiene obligatoriamente porqué serlo…

## Relación con el contexto
La ciudad de Toledo, ubicada al noroeste del estado de Ohio, junto a la bahía de Maumee, extremo occidental del lago Erie y atravesada por el río Maumee, se encuentra próxima al estado de Míchigan y tiene por coordenadas 41°39′N y 83°33′O. Se eleva 187 m sobre el nivel del mar y la mayor parte del suelo está construido artificialmente sobre pantanos. La extensión de la ciudad es de 207 km², formada mayormente por terreno llano. La proximidad del lago modera las temperaturas, situadas entre unos -6 °C y 23 °C aproximadamente, con una media anual de 9,2 °C. Debido a esto las nevadas suelen ser ligeras.
Entre las industrias de la región de Toledo se encuentran la del vidrio, automóvil, construcción naval, aeronáutica, metal, maquinaria, medicinas y fabricación de harinas. Existen más de mil fábricas y centros de producción en el área metropolitana. Los mayores empleadores incluyen Daimler-Chrysler, General Motors, Libbey Inc, Dana Corporation, Owens-Illinois Inc, ProMedica Health Systems y el sistema de escuelas públicas. Además, Toledo dispone de un aeropuerto (Toledo Express) servido por siete aerolíneas y que es la base de operaciones de Burlington Air Express.
El Pabellón de vidrio se levanta sobre un parque de 20.000 m² situado al sur de un área residencial de carácter victoriano respetando una densa plantación de robles centenarios, enfrente del edificio principal del museo, una histórica construcción neoclásica sometida a la contenida intervención que realizó Frank Gehry en 1993 para ampliar una de sus alas con el centro de Artes Visuales. La entrada al pabellón está posicionada de forma centrada, alineado exactamente con las grandes escalinatas del Museo de Arte situado al otro lado de la calle.

## Función
El pabellón de vidrio se entiende como una extensión del antiguo Museo de Arte de Toledo, situado justo enfrente de este. En su interior se aloja la vasta colección de arte en vidrio del Museo citado, que comprende desde vasos romanos hasta vitrales modernos (en total unas 5000 obras), además de un taller didáctico de fundición de vidrio y soplado. Se ofrecen demostraciones gratuitas en una galería repleta de asientos, incluyendo narraciones del proceso y explicación de técnicas utilizadas.

## Formas, espacios…

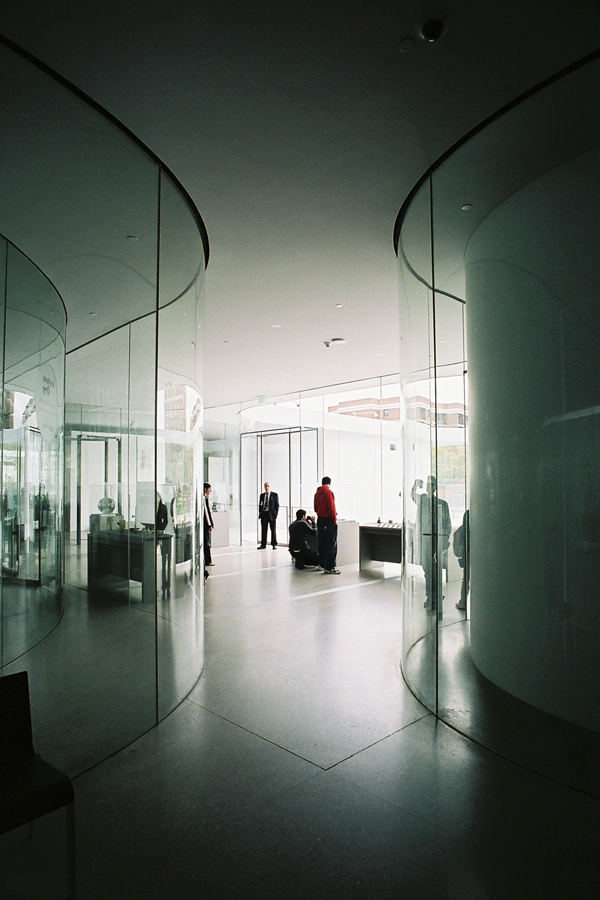
Interior del pabellón de Vidrio

Concebido como un volumen único de un piso perforado por patios, el usuario se siente dentro del verde circundante a través de las capas de vidrio. Individualmente, cada espacio está encerrado en vidrio transparente, resultando en muros huecos que actúan como amortiguadores acústicos y sobre todo como buffer climático; espacios de exhibición del museo, el taller (de vidrio) a alta temperatura debido a los hornos allí instalados y el exterior.
El diseño del Pabellón de Cristal se compone de un diáfano laberinto: el interior está conformado por una serie de salas redondeadas de vidrio envuelto en una piel de vidrio secundaria, que crea una experiencia visual marcadamente en capas. Desde el vestíbulo, por ejemplo, fragmentos de la paisajista en el otro lado del edificio son visibles a través de una serie de paredes de vidrio de las galerías. Tres simples patios interiores, el más grande con sus ventanas envueltas en una nebuloso cortina que separa estas estancias, nos aporta vistas del cielo y permite a la luz bajar hacia el interior.
La planta se deriva de una multiplicidad de formas rectilíneas que reflejan las uniones programáticas, con las conexiones entre recinto y recinto logradas usando superficies curvas de vidrio. El vidrio envuelve a los espacios formando elevaciones continuas, ininterrumpidas por esquinas. El visitante fluye con la forma a través de una serie de burbujas interconectadas.

## Sistema resistente-estructural
El alzado ininterrumpido que envuelve el pabellón se cubre con una delgada cubierta apoyada sobre soportes de sección circular, la mayoría de los cuales se esconde en las salas que disponen de cerramiento opaco, destinadas a exponer los objetos que presentan mayor sensibilidad a la incidencia de luz natural. 
La estructura combina soluciones poco ortodoxas con la elaboración de acero en techo y hormigón en el suelo para permitir la circulación de servicios y equipamientos de forma subterránea. Además, un muelle de carga escondido en el subsuelo es capaz de soportar las cargas que se producen. 
Los pequeños soportes metálicos, distribuidos de forma extraordinaria y situados estratégicamente, parecen dar la sensación de no ser capaces de soportar toda la cubierta por su esbeltez, escasez en número y por las grandes luces que cubren. Como punto a destacar, el sistema estructural permite crear estos grandes espacios de forma ininterrumpida, ofreciendo la posibilidad de dar cabida a estas grandes salas de exposición, atrayendo al visitante con la primacía de poder descubrir cada sala antes de acceder a ella, sin ningún obstáculo que lo impida, sin paredes, todo fluye y los espacios quedan interconectados entre sí de forma inevitable.

## Construcción
Destaca una radical inmaterialidad, constituida por paramentos blancos y transparentes como única paleta material. En este caso podemos decir que el aire pasaría a formar parte del proyecto, ya que esa inmaterialidad presente es manipulada, activada, generando esos espacios que en cierta forma actúan como cámara de aire, aislando las diversas estancias entre ellas y del exterior. Tratamos al espacio como material constructivo (en otras palabras, el espacio, casi en desuso, pasaría a través de esta idea ambiental a ser de nuevo interesante). Como dato de interés, cabría destacar que las enormes láminas de vidrio necesarias para el pabellón se fabricaron en Alemania y fueron moldeadas en China.

## Instalaciones
Para mantener el techo tan fino, todos los principales sistemas mecánicos (sistema de calefacción, ventilación, fontanería) se entierran en el sótano o se esconden en un edificio cercano. Tuberías, conductos de aire y cableado han sido tejidas a través de la construcción de vigas estructurales de la manera más precisa posible, estableciendo los cables mediante un ordenador de a bordo. Un muelle de carga está enterrado bajo tierra para no inhibir la pureza de la fachada. Por último, un sistema de alta tecnología permite regular con independencia el clima en cada sala evitando la condensación de humedad en los paramentos de vidrio, que se mantienen siempre diáfanos y transparentes.

## Comunicación
El pabellón de Vidrio del museo de Arte de Toledo se da a conocer siempre a través del propio Museo, principalmente por ser una extensión de este mismo. No tiene su página web propia, sino que se accede  a través de la página oficial del Museo. En cuanto a circulación, Monroe Street, que es la calle principal de acceso al museo, tiene conexión directa a la carretera 75, una gran autovía de varios carriles en cada sentido. El acceso al pabellón se produce a través de un camino sinuoso dibujado en el gran parque donde se encuentra situado. Este camino nos invita a adentrarnos en el edificio, ese laberinto base de una retícula minuciosamente elaborada, lugar donde cada espacio, más que en ninguna otra parte, esta íntimamente relacionado con los que le rodean, lugar en el cual es fácil perderse entre los continuos reflejos que aparecen por todas partes y que parecen envolver al visitante. Toledo dispone de un aeropuerto (Toledo Express) servido por siete aerolíneas y que es la base de operaciones de Burlington Air Express. El aeropuerto de Detroit se encuentra a menos de una hora en automóvil.

## Proceso de producción
Este proyecto, al igual que ocurre hoy en día en la obra de prácticamente todos los arquitectos, no puede ser concebida sin la colaboración de una serie de profesionales, especialistas cada uno de ellos en la más diversas índoles:
- Colaboradores: Floroan Idenburg, Toshi Oki, Takayuki Hasegawa, Mizuki Imamura, KeikoUchiyama, Yutaka Kikuchi, Junya Ishigami, Tetsuo Kondo, Larry Burns, Nobuhiko Shoga.
- Asesores / Consultores: Sasaki and Partners, Guy Nordenson and Associate (estructura); Consentini Associates (instalaciones); Shozo Toyohisa, Arup Lighting (iluminación); Front (fachada); Havey Marshall Berling Associates (acústica); Neville Tree & Landscape (paisajismo).

## Colección en propiedad del Museo de Arte

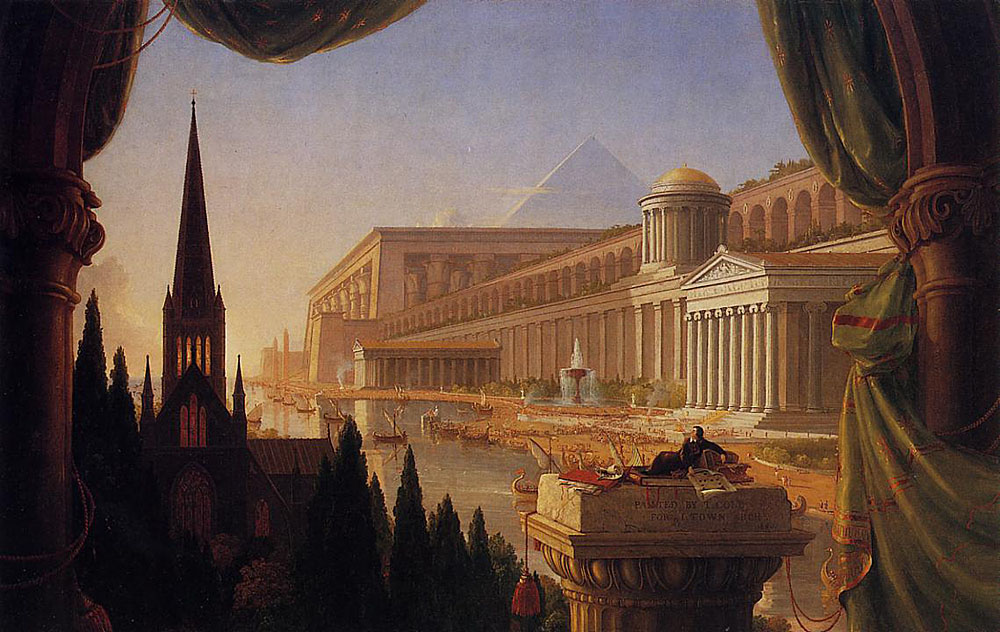
El sueño del arquitecto, óleo sobre tela, 1840. Thomas Cole. Toledo Museum of Art.

El Museo cuenta con más de 30 000 objetos, siendo destacable su colección de vidrio y de maestros europeos y estadounidenses de los siglos XIX y XX (Edgar Degas, Claude Monet, Pablo Picasso, Willem de Kooning).
Entre sus pinturas más conocidas, se pueden reseñar:
- La Anunciación, de El Greco;
- La Agonía del Huerto, de El Greco;
- La coronación de santa Catalina, de Rubens;
- La familia Van Campen en un paisaje, de Frans Hals;
- Niños del carretón, de Goya, cuadro robado en un espectacular caso, cuando se prestaba al Museo Guggenheim de Nueva York. Se recuperó posteriormente.
- El sueño del arquitecto, de Thomas Cole;
- El Molo y la Riva degli Schiavoni desde el Bacino di San Marco, de Canaletto;
- Casas en Auvers, de Vincent van Gogh